# Leżnieuka
Leżnieuka (biał. Лежнеўка; ros. Лежневка, Leżniewka; pol. hist. Leżniewka) – wieś na Białorusi, w obwodzie mohylewskim, w rejonie mohylewskim, w sielsowiecie Daszkauka.
Dawniej wieś i majątek ziemski, w XIX w. należący do Żółtków. Do 1917 położona była w Rosji, w guberni mohylewskiej, w powiecie mohylewskim. Następnie w granicach Związku Sowieckiego. Od 1991 w niepodległej Białorusi.